# Atletismo nos Jogos Pan-Americanos de 2011 - Maratona feminina
A maratona feminina fez parte do primeiro dia das competições de atletismo nos Jogos Pan-Americanos de 2011, em Gudalajara. Disputada no Circuito Pan-Americano de Maratona em 23 de outubro, contou com a participação de 20 maratonistas de 14 países.
Liderada desde o início pela atleta da casa Madaí Pérez, que chegou a abrir quase três minutos de diferença para a segunda colocada, a prova viu a brasileira Adriana Aparecida da Silva começar a se destacar a partir da metade da prova. A distância entre ambas passou a cair rapidamente, consequência do alto ritmo da brasileira e do cansaço da mexicana. Consequentemente, por volta do km 37, a mexicana, apesar do apoio da torcida, foi ultrapassada por Adriana, que passou e abriu vantagem até cruzar a linha de chegada no primeiro lugar.

## Calendário
Horário local (UTC-6).
| Data          | Horário | Fase  |
| ------------- | ------- | ----- |
| 23 de outubro | 16:00   | Final |

## Medalhistas
| Ouro   | BRA Adriana Aparecida da Silva |
| Prata  | MEX Madaí Pérez                |
| Bronze | PER Gladys Tejeda              |

## Recordes
Recordes mundial e pan-americano antes da disputa dos Jogos Pan-Americanos de 2011.
| Tipo                             | Atleta          | Tempo    | Local    | Data                |
| -------------------------------- | --------------- | -------- | -------- | ------------------- |
|                                  | Paula Radcliffe | 2h15m25s | Londres  | 13 de abril de 2003 |
| Recorde dos Jogos Pan-Americanos | Érika Olivera   | 2h37m41s | Winnipeg | 25 de julho de 1999 |

## Resultados

### Final
A final da maratona feminina realizou-se em 23 de outubro as 16:00 (UTC-6).
| Pos.              | Atleta                     | País               | Tempo    | Dif.   | Obs.                             |
| ----------------- | -------------------------- | ------------------ | -------- | ------ | -------------------------------- |
| Medalha de ouro   | Adriana Aparecida da Silva | BRA Brasil         | 2h36m37s | —      | Recorde dos Jogos Pan-Americanos |
| Medalha de prata  | Madaí Pérez                | MEX México         | 2h38m03s | 1m26s  |                                  |
| Medalha de bronze | Gladys Tejeda              | PER Peru           | 2h42m09s | 5m32s  |                                  |
| 4                 | Dailín Belmonte            | CUB Cuba           | 2h43m39s | 7m02s  |                                  |
| 5                 | Érika Olivera              | CHI Chile          | 2h44m06s | 7m29s  |                                  |
| 6                 | Paula Apolonio             | MEX México         | 2h45m03s | 8m26s  |                                  |
| 7                 | Natália Romero             | CHI Chile          | 2h47m35s | 10m58s |                                  |
| 8                 | Rosa Chacha                | ECU Equador        | 2h48m40s | 12m03s |                                  |
| 9                 | Jacquelyn Herron           | USA Estados Unidos | 2h51m29s | 14m52s |                                  |
| 10                | Yolimar Pineda             | VEN Venezuela      | 2h51m58s | 15m20s |                                  |
| 11                | Yailén García              | CUB Cuba           | 2h57m37s | 21m00s |                                  |
| 12                | Gabriela Traña             | CRC Costa Rica     | 3h04m29s | 27m52s |                                  |
| 13                | Jemena Misayauri           | PER Peru           | 3h06m40s | 30m03s |                                  |
| 14                | María del Pilar Díaz       | CHI Chile          | 3h15m17s | 38m40s |                                  |
| 15                | Dina Cruz                  | GUA Guatemala      | 3h22m15s | 45m37s |                                  |
| —                 | Yolanda Fernández          | COL Colômbia       | DNF      |        |                                  |
| —                 | Michele Chagas             | BRA Brasil         | DNF      |        |                                  |
| —                 | Brett Ely                  | USA Estados Unidos | DNF      |        |                                  |
| —                 | Vianka Pereira             | BOL Bolívia        | DNF      |        |                                  |
| —                 | Raquel Maraviglia          | ARG Argentina      | DNF      |        |                                  |

Legenda
| Recorde mundial                  | Recorde mundial (World record)               |                       | Recorde africano                      | Recorde africano (African) |                                           | Q | Classificado por posição (Qualified) |
| Recorde dos Jogos Pan-Americanos | Recorde pan-americano (Pan-American record)  | Recorde da América    | Recorde da América (Americas)         | q                          | Classificado por melhor tempo (Qualified) |   |                                      |
| Melhor marca do ano              | Melhor marca do ano (World leading)          | Recorde asiático      | Recorde asiático (Asian)              | DNS                        | Não largou (Did not start)                |   |                                      |
| Recorde nacional                 | Recorde nacional (National record)           | Recorde europeu       | Recorde europeu (European)            | DNF                        | Não terminou (Did not finish)             |   |                                      |
| Recorde pessoal                  | Recorde pessoal do atleta (Personal best)    | Recorde da Oceania    | Recorde da Oceania (Oceania)          | DSQ / DQ                   | Desclassificado (Disqualified)            |   |                                      |
| Recorde da temporada             | Recorde da temporada do atleta (Season best) | Recorde sul-americano | Recorde sul-americano (South America) | NM                         | Sem marca (No mark)                       |   |                                      |